# زن زندگی مرد زندگی
زن زندگی مرد زندگی مجموعه تلویزیونی ایرانی محصول گروه فیلم و سریال شبکه پنج است که در ۱۴۰۰ پخش شد. اولین قسمت آن در ۱ شهریور ۱۴۰۰ از شبکه پنج با کارگردانی غلامرضا رمضانی و مسعود شامحمدی پخش شد.

## خلاصه داستان
زن زندگی مرد زندگی روایت زوجی است که چند سال از زندگی مشترک شان می‌گذرد و در هر قسمت مخاطب شاهد یک قصه جذاب خواهد بود. این سریال در فضایی شاد، کمدی و ملودرام به واقعیت‌های زندگی و اجتماع می‌پردازد و آن را با ظرافتی خاص توصیف و نقد می‌کند.
زن زندگی مرد زندگی همچنین روایتگر موضوعاتی نو و مبتنی بر نسل امروز است. موضوعاتی که ضرورت گفتگوی بین زوجین را تأکید می‌کند و از همین رو می‌تواند در قالبی طنز، محتوایی آموزنده را نیز برای مخاطب به ارمغان بیاورد.
ترانه و ارسلان زوج اصلی داستان، بعد از گذشت چند سال از زندگی مشترکشان، با وجود تفاوت فرهنگی و برخی مشکلات اما عاشقانه و آرام در کنار هم زندگی می‌کنند و با گفتگو با یکدیگر مشکلات پیش آمده برای آنها شیرین و خاطره انگیز می‌شود.
روند داستان در هر قسمت با ورود به یکی از خانواده‌ها آغاز و در نهایت با مرور خاطرات، خندیدن و گذشتن از آنها در بالکن خانه (که به آن آشیانه می‌گویند) و محل امنی برای گفتگوی آنهاست به اتمام می‌رسد.

## بازیگران
- محمود جعفری
- عزت‌الله مهرآوران
- شهین تسلیمی
- لیلی فرهادپور
- میثم رازفر
- خاطره حاتمی
- سروش جمشیدی
- نعیمه نظام دوست
- صبا گرگین پور
- رضا یزدانی
- کتایون بختیاری
- فرزانه سهیلی
- محمد اشتیاق
- سامان دارابی
- نسا یوسفی
- آیدا نامجو
- فرخنده فرمانی زاده
- صدر علی محمدی